# Всетін (округ)
Всетін (чеськ. Okres Vsetín) — адміністративно-територіальна одиниця в Злінському краї Чеської Республіки. Адміністративний центр — місто Всетін. Площа округу — 1 142,87 кв. км., населення становить 143 722 осіб.

## Адміністративно-територіальний устрій
До округу входить 61 муніципалітет, з котрих 6 — міста.

### Міста
| Місто                | Населення |
| -------------------- | --------- |
| Всетін               | 25 393    |
| Валашске Мезиржичі   | 22 630    |
| Рожнов-під-Радгоштем | 16 205    |
| Зубржі               | 5 532     |
| Кельч                | 2 706     |
| Каролінка            | 2 419     |